# ويليام ميلر (سياسي)
ويليام ميلر (بالإنجليزية: William Miller)‏ هو سياسي كندي، ولد في 12 فبراير 1835 في كندا، وتوفي في 23 فبراير 1912. حزبياً، نشط في Liberal-Conservative Party ‏. وقد انتخب رئيس مجلس الشيوخ ‏ (17 أكتوبر 1883 – 3 أبريل 1887) وانتخب عضو مجلس الشيوخ الكندي (23 أكتوبر 1867 – 23 فبراير 1912) وانتخب عضو مجلس نواب نوفا سكوتيا (1863 – 1867).